# 大分労働局
大分労働局（おおいたろうどうきょく）は、大分県大分市にある日本の都道府県労働局で、大分県を管轄している。

## 所在地
- 本局 大分県大分市東春日町17番20号 大分第2ソフィアプラザビル3・4・6階

## 組織
局長
- 総務部
  - 総務課、企画室、労働保険徴収室
- 労働基準部
  - 監督課、健康安全課、賃金室、労災補償課
- 職業安定部
  - 職業安定課、職業対策課、求職者支援室、需給調整事業室
- 雇用均等室

## 出先機関
- 労働基準監督署（5署）
  - 大分労働基準監督署（大分市）
  - 中津労働基準監督署（中津市）
  - 佐伯労働基準監督署（佐伯市）
  - 日田労働基準監督署（日田市）
  - 豊後大野労働基準監督署（豊後大野市）

- 公共職業安定所（ハローワーク、7所）
  - 大分公共職業安定所（大分市）
  - 別府公共職業安定所（別府市）
  - 中津公共職業安定所（中津市）
  - 日田公共職業安定所（日田市）
  - 佐伯公共職業安定所（佐伯市）
  - 宇佐公共職業安定所（宇佐市）
  - 豊後大野公共職業安定所（豊後大野市）

## 管轄
- 大分県全域